# Benjamín Jarnés
Benjamín Jarnés Millán (Codo 7 de octubre de 1888-Madrid, 11 de agosto de 1949) fue novelista, narrador de cuentos y relatos breves, ensayista, biógrafo, crítico literario y traductor español perteneciente por edad a la generación del novecentismo, si bien su producción literaria se enmarca dentro de la prosa de vanguardia, por lo que corresponde, por afinidad estética, a la generación del 27.

## Trayectoria

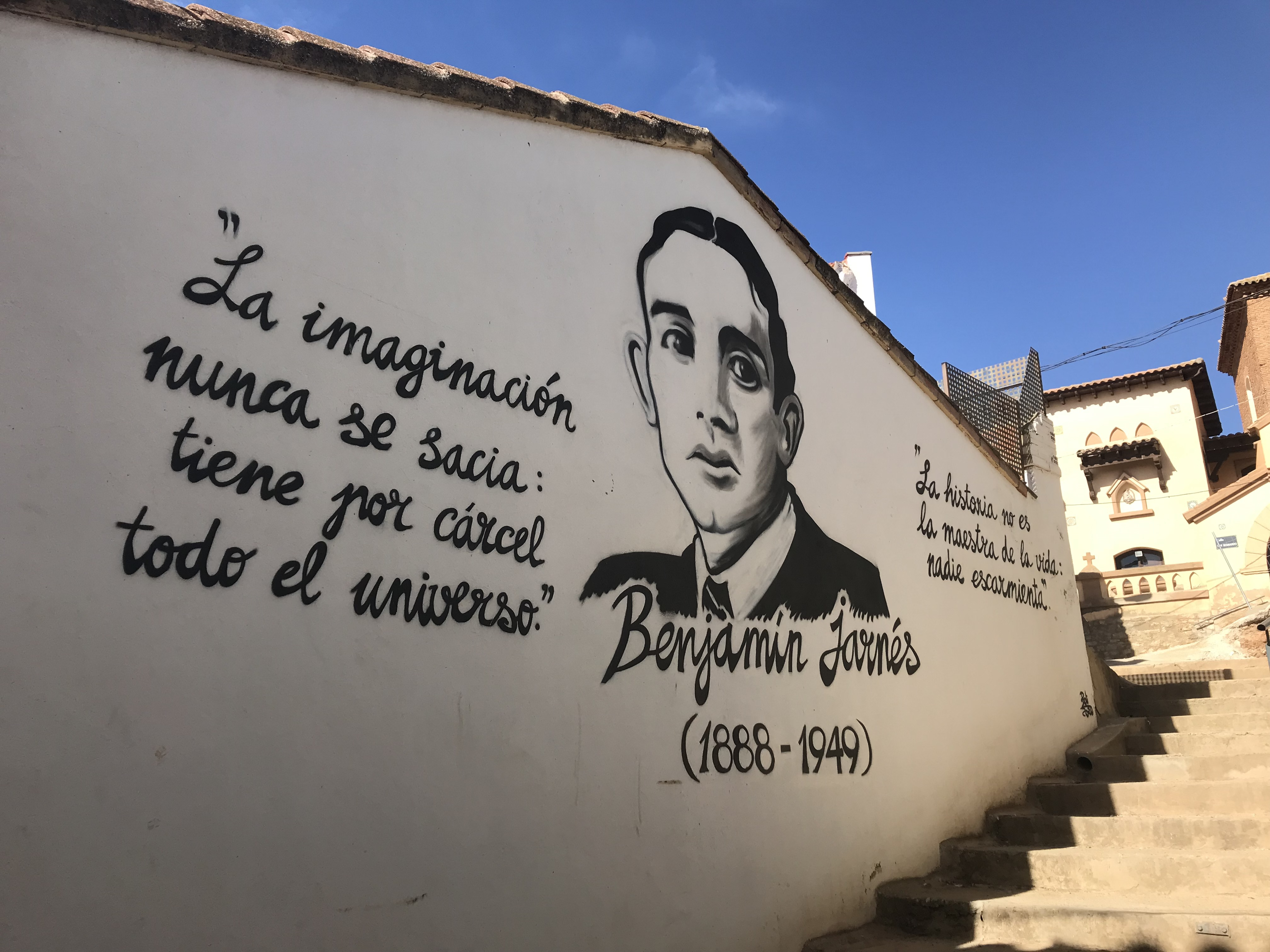
Mural en homenaje a Benjamín Jarnés en Codo, su localidad natal.

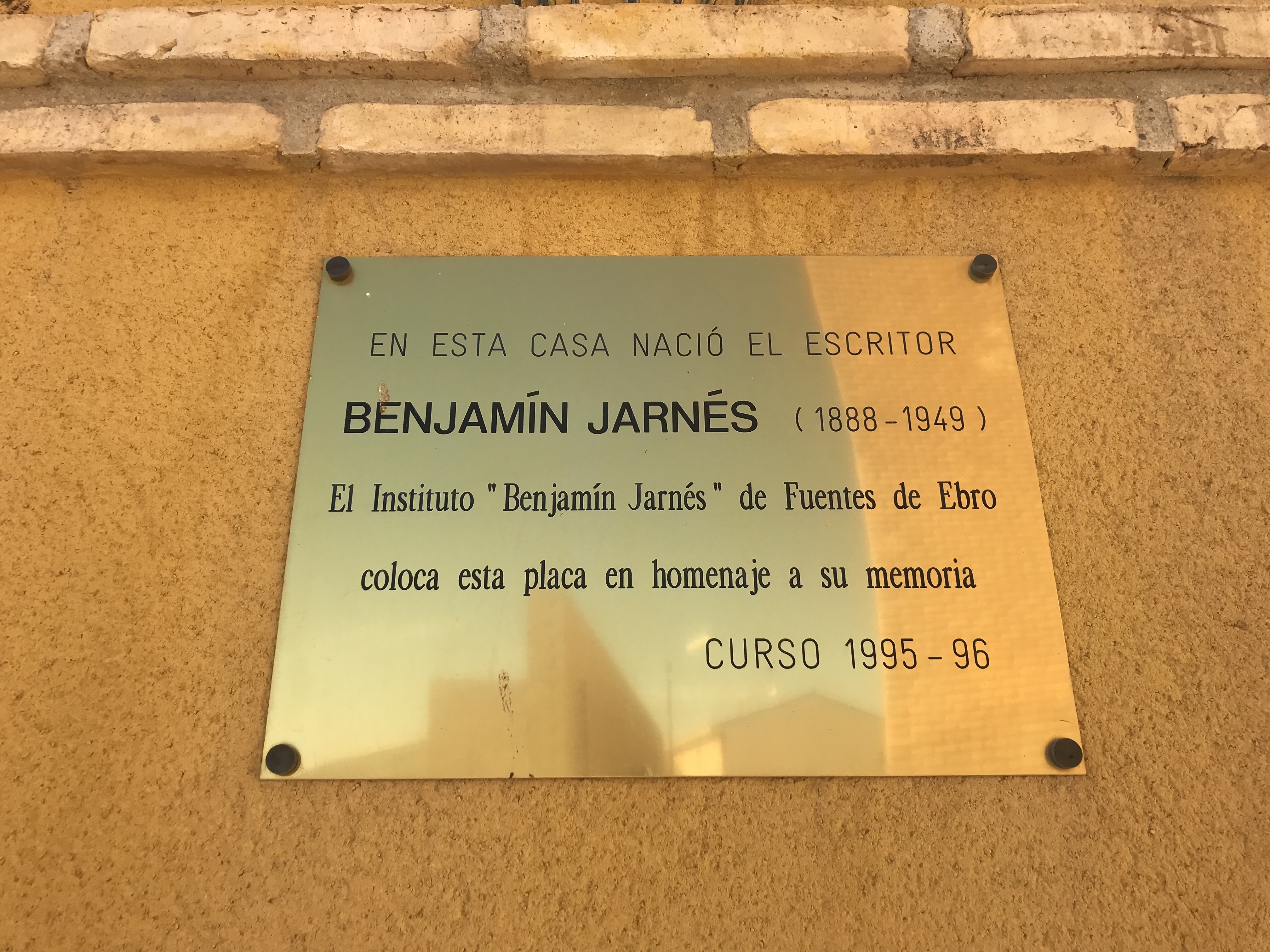
Placa en la casa natal del escritor en Codo

Benjamín Jarnés Millán nació el 7 de octubre de 1888 en Codo, Zaragoza. Su familia era muy numerosa: fue el decimoséptimo de veintidós hermanos, hijos del sastre y sacristán del lugar, Pedro Jarnés Aznar, que tuvo siete hijos de un primer matrimonio y trece de unas segundas nupcias contraídas con Bernabea Millán Villagrasa. Su padre fue aficionado a la poesía y escribió coplas y romances de ciego, algunos de los cuales llegaron a imprimirse. Entre sus sobrinos se encuentran los también escritores: Enrique Jarnés Bergua (1919-1986) y Enrique Jarnés Rapún (1925-2001).
Ingresó en 1900 en el seminario de Belchite y luego en el Seminario General Pontificio de San Valero y San Braulio cuando contaba diez años, más para tener una educación gratuita que por verdadera fe religiosa, pero después pasó, dadas las estrecheces económicas de su familia, al Seminario de San Francisco de Paula, reservado a los estudiantes pobres, hasta 1909, año en que abandonó tras terminar el segundo curso de Teología. 
En febrero de 1910 se incorporó al Regimiento de Infantería Aragón número 21, con batallón en Barcelona, y un año más tarde, en 1911, fue ascendido a sargento. Destinado a Zaragoza en 1912, simultaneó su profesión de militar con los estudios de Magisterio, matriculándose ese mismo año en la Escuela Normal Superior de Maestros como alumno libre, y ese mismo año de 1912, el entonces sargento Benjamín Jarnés publicó un folleto de dieciséis páginas titulado La obediencia militar, que obtuvo el primer premio (un reloj de plata) en el certamen literario celebrado en el Cuerpo el 16 de marzo de 1912. 
Se casó con Gregoria Bergua Alastuey en 1916. Destinado a Jaca en 1917, empezó sus colaboraciones periodísticas en La Crónica de Aragón, El Pirineo Aragonés, El Pilar y La Unión. En 1920 se instaló en Madrid. Allí fue crítico de la Revista de Occidente, que dirigía José Ortega y Gasset. Colaboró además en las revistas Alfar, La Gaceta Literaria, Cruz y Raya, Ronsel y Proa. Publicó Mosén Pedro, editado por la Biblioteca Patria en 1924. 
Su primera novela importante, saludada y comentada por importantes escritores, data de 1926, El profesor inútil (1926), donde se aprecia el intelectualismo y la tendencia ensayística típica entre los integrantes del Novecentismo. Dicha obra inaugura la colección Nova Novarum de la Revista de Occidente. Plantea el par arte-vida, con primacía de la segunda, mediante la introducción de diferentes muchachas, Ruth, Carlota, Rebeca, Herminia, sobre la que pivotan los episodios sueltos que constituyen el libro. Se incrementó en 1934 con nuevas heroínas y muchos otros retoques. Recién publicada su siguiente novela, El convidado de papel (1928), recibió una carta de apoyo de Azorín.
Defensor de la Segunda República, en el final de la guerra civil se exilió a Francia y posteriormente a México (mayo de 1939) en el buque Sinaia, a bordo del cual escribe un diario materializado en el cuaderno Alta mar. Sólo regresó a España, muy enfermo ya, en 1948. Falleció a los 60 años, el 11 de agosto de 1949 en Madrid.
En 1980 se dio a conocer la obra inédita Su línea de fuego, escrita en 1938, y corregida en México dos años después, en la que llevó a cabo una profunda reflexión sobre la guerra civil española.
En su pueblo natal Codo está la casa donde nació con una placa que lo acredita y también una calle con su nombre. La localidad de Fuentes de Ebro (Zaragoza) cuenta con un instituto de enseñanza secundaria que lleva su nombre.

## Obra
Su biblioteca y archivo personal se encuentran desde 1995 en el Centro de Documentación de la Residencia de Estudiantes. Los fondos de este legado se componen de 2150 libros, 70 revistas, 330 cartas, manuscritos de algunas de sus obras, recortes de prensa y diversas fotografías. 
El epistolario conserva cartas escritas entre 1923 y 1936, uno de los períodos más intensos de la vida y la obra de Jarnés, con una nómina de corresponsales cuya sola mención evidencia algunos pasos de su biografía, desde que en 1920 se instaló en Madrid y se introdujo en la vida literaria madrileña, a través de la tertulia del Café de Oriente y las redacciones de la Revista de Occidente y La Gaceta Literaria, hasta su colaboración en Hora de España en la Barcelona republicana. Quedan inéditas La dama aventurera (Novela breve), que no llegó a publicar, y El aprendiz de brujo (Novela), de la que publicó algunos capítulos -"Trótula", "El cántaro y su sombra" y "Quiromancia"-, en la segunda edición de El profesor inútil, de 1934.
Benjamín Jarnés se incluye a sí mismo entre quienes se proponen "elevar el nivel del arte por los arduos caminos de la inteligencia, por los delgados caminos de la sensibilidad". De espaldas al realismo, pretende elevar la realidad a una "zona poética" y hacer arte puro ("vuelve el arte a su célula... Desnudez"). Jarnés, lo repetiremos, trabaja su prosa con refinamiento y -según sus palabras- "bruñe cada vocablo". Por todo ello, Jarnés se sitúa en la novela de vanguardia.
Son muchos los elementos autobiográficos en sus novelas. En Lo rojo y lo azul (1932), título inspirado en uno de sus autores predilectos, Stendhal, (1932), narra la vida de un marginado en el ejército y su protagonista "Julio Aznar" (Aznar era el segundo apellido de su padre) corre sus mismas peripecias vitales. 
Julio Aznar había sido ya personaje principal en otra novela de Jarnés, El convidado de papel (1928), sobre sus experiencias en el seminario zaragozano. Se convertirá en un personaje recurrente en la obra del aragonés, pues aparece en varios de sus libros: Paula y Paulita, Tántalo, La novia del viento, Eufrosina o la gracia. También Jarnés firmó con el seudónimo de "Julio Aznar" su última novela, Constelación de Friné, en 1944. 
En Locura y muerte de nadie, 1929, se plantea el problema del sentido de la vida y de la personalidad. En Teoría del zumbel, 1930, llegó a describir un choque automovilístico a lo largo de ocho páginas. 
Su obra se caracteriza por 
1. la libertad compositiva (en parte de ella conviven lo narrativo, lo lírico y lo ensayístico),
2. la vastedad de sus inquietudes,
3. su sólida formación humanística,
4. su defensa de la modernidad y
5. su inclinación por enaltecer los más altos valores del espíritu (la libertad, la tolerancia, la imaginación y el humor, entre otros).

En sus novelas se advierten las más relevantes características del «arte nuevo» diagnosticado por Ortega y Gasset: 
1. brillantez metafórica,
2. divertidas ironías,
3. agudezas y artes de ingenio,
4. fino erotismo,
5. regusto moroso en las sensaciones
6. afán por la experimentación,
7. un profundo lirismo.

En los últimos treinta años se ha producido una verdadera recuperación crítica del autor. Recientemente Domingo Ródenas de Moya, además, ha hecho ediciones de Elogio de la impureza, Cervantes: bosquejo biográfico, Sobre la gracia artística, y de su abundante Obra crítica.